# Microdon biluminiferus
Microdon biluminiferus är en tvåvingeart som beskrevs av Hull 1944. Microdon biluminiferus ingår i släktet myrblomflugor, och familjen blomflugor. Inga underarter finns listade i Catalogue of Life.